# 小松原真一郎
小松原 真一郎（こまつばら しんいちろう）は、RSKホールディングスの大株主。東京都港区在住。

## 経歴
- 岡山市出身。
- 1991年に青山学院大学を卒業後、日本HP（1997年〜2008年9月）を経て、現在はデル社員。
- デルでは、ラージエンタープライズマーケティングジャパンマーケティング本部シニアブランドマネージャー、ラージエンタープライズジャパンマーケティング本部ストレージソリューションマーケティング部長、マーケティング統括本部サーバーストレージネットワークマーケティング本部長、リーチローカルジャパンオペレーション本部長を歴任。

## 家族
- 小松原慶太郎
- 小松原勇介（岡山日野自動車株式会社代表取締役社長）